# Svatá Kateřina z Boletic
Svatá Kateřina z Boletic je vynikající řezbářská práce z pozdní fáze krásného slohu (1400–1410), která pochází z pražské dílny. Je vystavena ve stálé expozici Alšovy jihočeské galerie v Hluboké nad Vltavou.

## Historie
Socha sv. Kateřiny Alexandrijské byla nalezena v sakristii kostela sv. Mikuláše v Boleticích, odkud ji získalo Diecézní muzeum v Českých Budějovicích. Jako součást této sbírky byla převedena do Vlastivědného muzea v Českých Budějovicích a roku 1953 do Alšovy jihočeské galerie v Hluboké nad Vltavou.

## Popis a zařazení
Plně plastická socha z lipového dřeva se zbytky původní polychromie a zlacení, výška 81 cm. Restauroval Bohuslav Slánský (1947).
Tělo světice je silně esovitě prohnuté a levá noha s naznačeným kolenem a vysunutou špičkou stojí na ležící postavě císaře Maxentia. Cípy jejího pláště, sepnutého na prsou, jsou přehozeny přes obě předloktí a vytvářejí mísovité záhyby vpředu a dlouhé trubicovité kaskády po stranách. Větší část levé ruky chybí. Motiv pláště přitisknutého pravým loktem je shodný u většiny soch, které souvisejí s okruhem Krumlovské madony. Na zadní části sochy tvoří drapérie dlouhé svislé záhyby přerušené dvěma mísovitými záhyby na levém boku. Kateřina svírá v pravé ruce kolo jako atribut jejího martyria a stojí vítězně na drobné figuře císaře Maxentia, který ji podle křesťanské legendy nechal umučit. Hlava s vysokým čelem má na zadní straně zářezy, které držely dnes chybějící korunu.
Socha pochází z některé pražské dílny, kde byla vyřezána mezi lety 1400-1410. Podle Clasena mohl být autorem řezbář, který vytvořil sochu sv. Kateřiny pro hrad Karlštejn. Kompozicí vychází ze starších vzorů (Sv. Kateřina z Jihlavy, Krumlovská madona). Někteří historikové umění spatřují v díle schematizaci a ornamentalizaci převzatých formálních znaků a vyprchání smyslového kouzla.  Provedení odpovídá pozdější fázi tzv. Krásného slohu, charakteristické stylizovanou a bohatě řasenou drapérií a idealizovanou tváří.